# Hemingford
Hemingford ist ein Dorf (Village) im Box Butte County, Nebraska. 2010 hatte das Dorf 803 Einwohner.

## Geschichte
Hemingford entstand 1886 als Dorf. Der Gründer stammte aus der kanadischen Gemeinde Hemmingford und gab dem Dorf den Namen „Hemingford“.
Am 24. September 2002 stürzte ein TV-Mast während einer Sanierung ein. Das Unglück kostete zwei Arbeitern das Leben, zudem wurden 3 weitere Personen verletzt. Die Arbeiter versäumten es, den Mast während der Ersetzung der ursprünglichen Bestandteile durch stärkere zu stabilisieren.

## Bevölkerung
2010 hatte Hemingford 803 Einwohner. Darunter waren 96,1 Prozent Weiße, 0,4 Prozent Afroamerikaner, 1,2 Prozent amerikanische Ureinwohner, 0,1 Prozent aus anderen Ethnien sowie 
2,1 Prozent aus zwei oder mehreren Ethnien. 4,6 Prozent der Bevölkerung gaben an, Hispanics oder Latinos zu sein. Das Medianalter von Hemingford betrug 42,2 Jahre. 48,4 Prozent waren männlich und 51,6 Prozent weiblich.

## In der populären Kultur
Stephen King adaptierte den Namen „Hemingford“ für die fiktive Stadt „Hemingford Home, Nebraska“, die in mehreren seiner Werken vorkommt.